# Доросині
Доросині́ — село в Україні, у Луцькому районі Волинської області. Адміністративний центр Доросинівської сільської громади. Населення становить 2028 осіб.

## Заснування
Перша згадка про Доросині у письмових документах датується 1447 роком, коли «… сам Казимир божою милістю король польський, великий князь литовський, руський… дозволяє своїй тітці Федці Шилович, старостині Луцькій, свій маєток Любче й Доросинь після своєї смерті записати кому завгодно з родичів».
Другий документ сповіщає, що «…Федка, дочка Юрини, дружини Олізара Шиловича, маршалка землі Волинської і старости Луцька, записує свій маєток Любче з Доросинем, Залісцями і островом Козинським зі стави й ставища, з лови й ловища, з боброви гони, з соколини гнізда, з лісу й діброви, з поля і сіножаті… своєму племінникові князеві Богданові Васильовичу»
В 1450 році польський король Казимир Ягеллончик подарував Доросині разом з іншими населеними пунктами (Горохів, Сирники, Підліски, Губин, Любче) бояринові Олізару Шиловичу за службу, яку вислужив у Волинського князя Свидригайла в 1440-1452 роках.

## Легенда
Про заснування села Доросині побутує переказ. Коли монголо-татари посунули на Волинь, то прийшли до колишнього села Черчиці (нині це урочище Селище). Всіх чоловіків загнали в церкву, яку підпалили. Жінок і дівчат після нелюдських знущань вирізали в урочищі, яке з тих пір носить назву Страховин. Врятувалися лише троє братів — Дорош Синій, Кияж і Німий Мирон, які в цей час перебували в Галичині в пошуках солі. Повернувшись, вони у важкодоступній місцевості заснували нові хутори, з яких пізніше виросли села — Доросині, Кияж і Немир.

## Історія
В XVI столітті Доросині були значним поселенням, про що свідчить інвентарний опис 1517 року. На той час село належало феодалові (С. Граєвському, який вносив у казну податок за ЗО димів по 12 грошів, за 5 городників — по 4 гроші та за священика — 2 флорини (60 грошів). Селяни відбували панщину, розмір якої визначав особисто пан. Згідно з «Уставою на волоки» 1557 року було запроваджено постійну панщину — 2 дні на тиждень від волоки. Крім того, на користь пана населення виконувало багато додаткових робіт та повинностей. Селяни, що мали коней і волів, виходили на роботу з плугами та іншим реманентом. Городники пололи посіви, збирали хліб, косили сіно тощо. Водночас селяни охороняли панський двір, лагодили дороги, будували мости, гаті, ремонтували поміщицькі будинки.
За інвентарним переписом 1583 року в селі налічувалось 14 димів, які мали свою тяглову силу і польові наділи, 20 городників, 6 комірників, ремісник, дудар. Промисли й ремесла теж були джерелом існування селян.
У 40-х роках XVII століття панщина становила 4—6 днів на тиждень. Селяни, які володіли волочним наділом землі, не тільки відбували щоденну панщину, але й давали панові ще чотири маци (32 пуди вівса або жита), 4 півні, курку, гуску, півкопи яєць та 1 злотий і 16,5 гроша чиншу. Дві маци платили ті, що користувалися півволокою, а також працювали взимку по три, влітку — по чотири дні щотижня. Городники відробляли 1—3 дні на користь феодала, який брав також півзлотого та 2 півні.
Покріпачене населення Доросинів приєдналося до повстанського війська під час визвольної війни 1648 року, коли народний рух охопив усю територію Волині аж до Бугу. Найбільші групи повстанців діяли поблизу села — між Ковелем і Турійськом.
За даними 1797 року тут налічувалося 60 дворів і 414 чол. населення. 1812 року їх залишилося 40: російсько-французька війна завдала селу великої шкоди. Багато жителів втекло або загинуло в боях поблизу Доросинів.
Інвентарні правила 1847—1848 рр. формально визначили за селянами 1478 десятин землі, з якої лише 495 десятин було орної. Велика кількість землі належала поміщиці А. Вільчинській. Хоч вони і закріпили за селянами землю, якою ті користувались раніше, та обмежили панщину трьома-чотирма днями на тиждень з тяглого і пішого двору. За указом, виданим після Польського визвольного повстання 1863 року, поміщики змушені були повернути селянам частину загарбаної землі. Селяни Доросинів одержали на двір по 9,5 десятини землі, за яку мали внести 12 тис. крб. викупних платежів. Ця сума зросла втроє, зважаючи на виплату процентів протягом 49 років за надану державою позику.
1905 року повсталі селяни спалили копиці сіна, клуні з хлібом і хліви з худобою пана Підгірського. Поміщик наказав спалити все село. Коли в грудні 1907 року запалала хата селянина Ф.Сливи, селяни кинулись у поміщицький двір, вбили пана, а його будинок зруйнували. Прибулі сюди урядник і 2 поліцаї виявились безпорадними. Почались арешти, допити. Багато жителів села зазнало покарань, селянина Ф.Сливу заслали на каторгу до Сибіру. Повернувся він у 1917 році.
Під час першої світової війни більшість селян мобілізували до царської армії. Влітку 1915 року австро-німецькі війська захопили село. Частина доросинівців евакуювалася в Росію. В червні 1916 року російські війська прорвали фронт на Луцькому напрямі. До лютого 1918 року лінія фронту проходила по річці Стохід, за 5 км від села.
В роки українських національно–визвольних змагань 1917—1921 р. Волинь часто ставала ареною боїв з польськими і більшовицькими окупантами. Брали участь в них і доросинівці. Так, у лютому 1919 рік коли прийшли польські війська, жителі Доросині, Щурина, Любчого, озброївшись чим могли, відкинули поляків на певний час за річку Стохід. Країни Антанти допомогли Польщі в жовтні 1920 року знову захопити Волинь. В Доросині повернулися польські шляхтичі-землевласники: Литовський, Новицький, Радкевич.
Українцям заборонялося користуватися рідною мовою в установах і дістати кваліфіковану роботу українець не міг і більшість їх дітей лишалася поза школою, хоча в селі діяло дві школи — одна на місці колишньої церковно-приходської (біля нинішньої церкви) — для українських дітей на польській мові, друга в урочищі Озджари (між Тихотином і Доросинями) — для польських дітей; там же до 1939 року було розпочато будівництво польської семирічки. Польська влада переслідувала діяльність товариства «Просвіта». На гастрольні вистави, концерти вимагався спеціальний дозвіл, непомірні оплати.
У 1937―1938 рр. польські власті заарештували 24 доросинівців, які брали участь у визвольному русі. У Берестейській тюрмі поруч із камерою Степана Бандери сидів член КПЗУ Микита Демчук з Доросинь. 1 вересня 1939 року розпочалася Друга світова війна. 17 вересня 1939 року Червона Армія Радянського союзу перейшла польський кордон і захопила землі в Західній Україні. Населення Доросинь сприймало Червону Армію як армію–визволительку. Воїнів вітали хлібом і сіллю, національними піснями. Проте осінь 1939 року принесла не тільки радість возз'єднання земель. Починаючи із суворої зими 1940 року набрало масового характеру вивезення українців Західної України до Сибіру. Дуже багато людей гинуло в дорозі від холоду, голоду, хвороб. Репресій зазнали десятки сімей. В січні 1940 року вивезено із села сім'ї німецьких колоністів згідно з договором між Німеччиною і СРСР (колонія заснована в 1878 році). Восени 1939 року в селі було відкрито клуб, сільську раду (перший голова — Ваколюк П. І.), школу лікнепу. У 1940 році відкривається амбулаторія і пологовий будинок, медичну допомогу в якому надавали антифашист із Чехії Фрід Франц Імрович і доросинівець Нікітченко Олександр Іванович.
У вересні 1940 року в селі створюється колгосп ім. 17 вересня, який об'єднав спочатку 40 селянських господарств. Головою правління обрали Герасимчука Микиту Павловича.
25 червня 1941 року до села вдерлися гітлерівці. Влітку 1941 року відкрилися страшні злочини сталінської влади щодо українського народу. Жертвами масового розстрілу в'язнів Луцької тюрми 23 червня 1941 року стали двоє жителів Доросинь: Куява Прокіп і Хлопук Гнат (причому останній все ж чудом залишився живий).
Під час українсько-польської різні в 1943 році в Доросинях не було вбито жодного поляка. За те польська пляцувка в селі Переспа вбила 6 жителів Доросинь, спалила 20 хат.
У лавах УПА за волю вели боротьбу Володимир Федчук, Петро Троцюк, Василь Задорожний, Федір Артишук, Володимир Романюк, Віталій Синій, Володимир Вірний, Антон Верезій, Гриць Верезій, Леонід Хмільовський, Прохор Ваколюк, Філімон Синій, Микола Чабанчук, Ігор Тоцький.
25 березня 1944 року Доросині зайняли радянські війська. Було мобілізовано 470 доросинців. Життя 122 доросинців не повернулися. 9 травня 1965 року в парку відкрито монумент Слави, де викарбувано імена тих, хто загинув у війні.
У грудні 1963 року відкрито лікарню, (а нині амбулаторія) що обслуговує жителів 18 сіл. В селі діють дитячий садок, бібліотека, музей історії села.

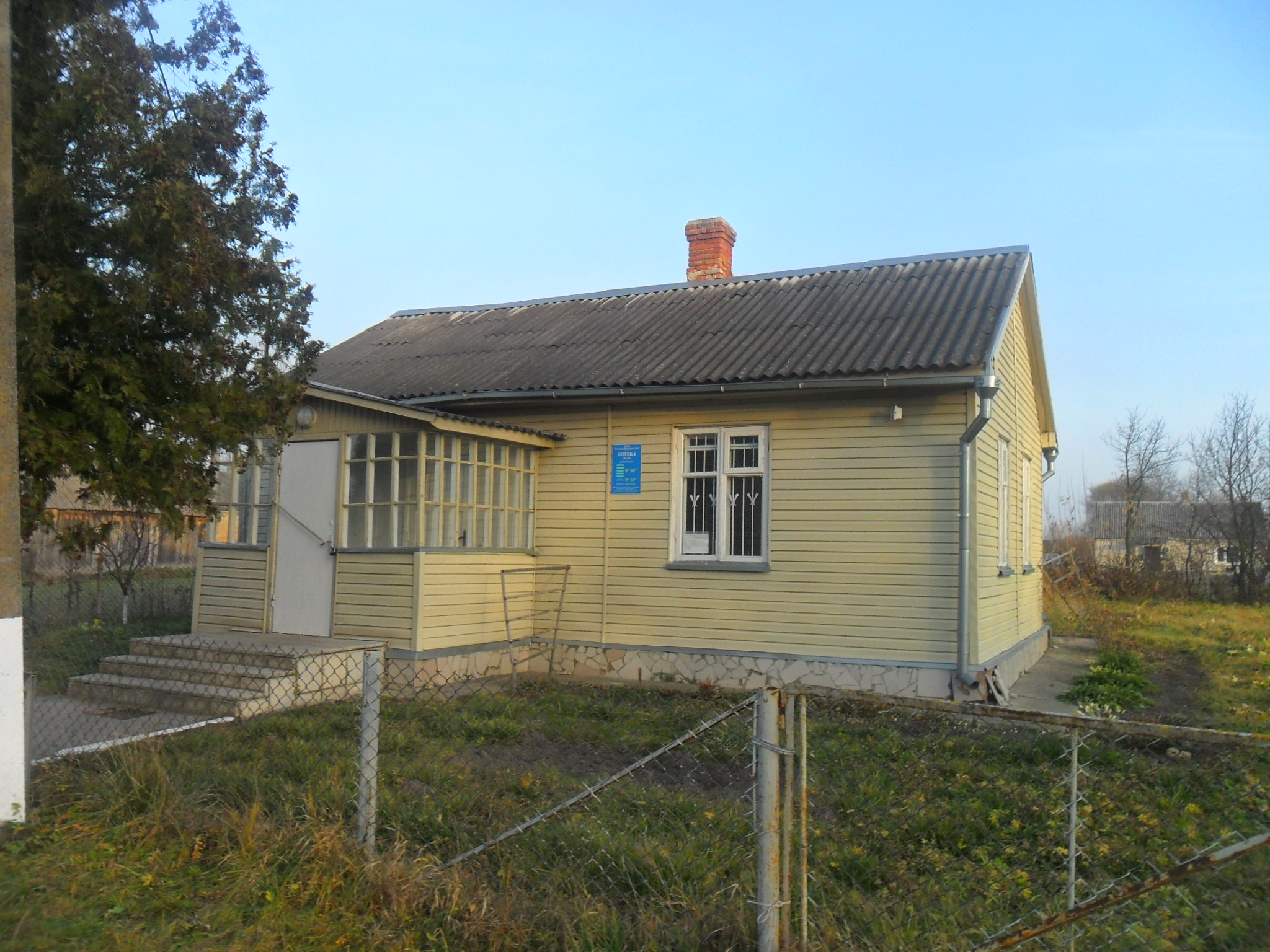
Відділення аптеки

Розвиваються фермерські та одноосібні селянські господарства, малий бізнес. 7 підприємців забезпечують такі послуги, як реалізація промислових і продуктових товарів, заготівля молока, і інше. До послуг жителів села філія Ощадбанку, філія цеху № 6 «Укртелекому», поштове відділення, дільниця ветеринарної медицини, місцева пожежна охорона, Доросинівське споживче товариство, відділення аптеки «Волиньфармпостач», підстанція Рожищенської філії «Волиньобленерго», базові станції мобільного зв'язку «МТС», «Київстар», 38 автобусних рейсів.
До 2019 року - адміністративний центр Доросинівської сільської ради Рожищенського району Волинської області.

## Населення
Згідно з переписом УРСР 1989 року чисельність наявного населення села становила 1167 осіб, з яких 517 чоловіків та 650 жінок.
За переписом населення України 2001 року в селі мешкали 1044 особи.

### Мова
Розподіл населення за рідною мовою за даними перепису 2001 року:
| Мова       | Відсоток |
| ---------- | -------- |
| українська | 100 %    |
| російська  | 0,00 %   |
| білоруська | 0,00 %   |

## Освіта

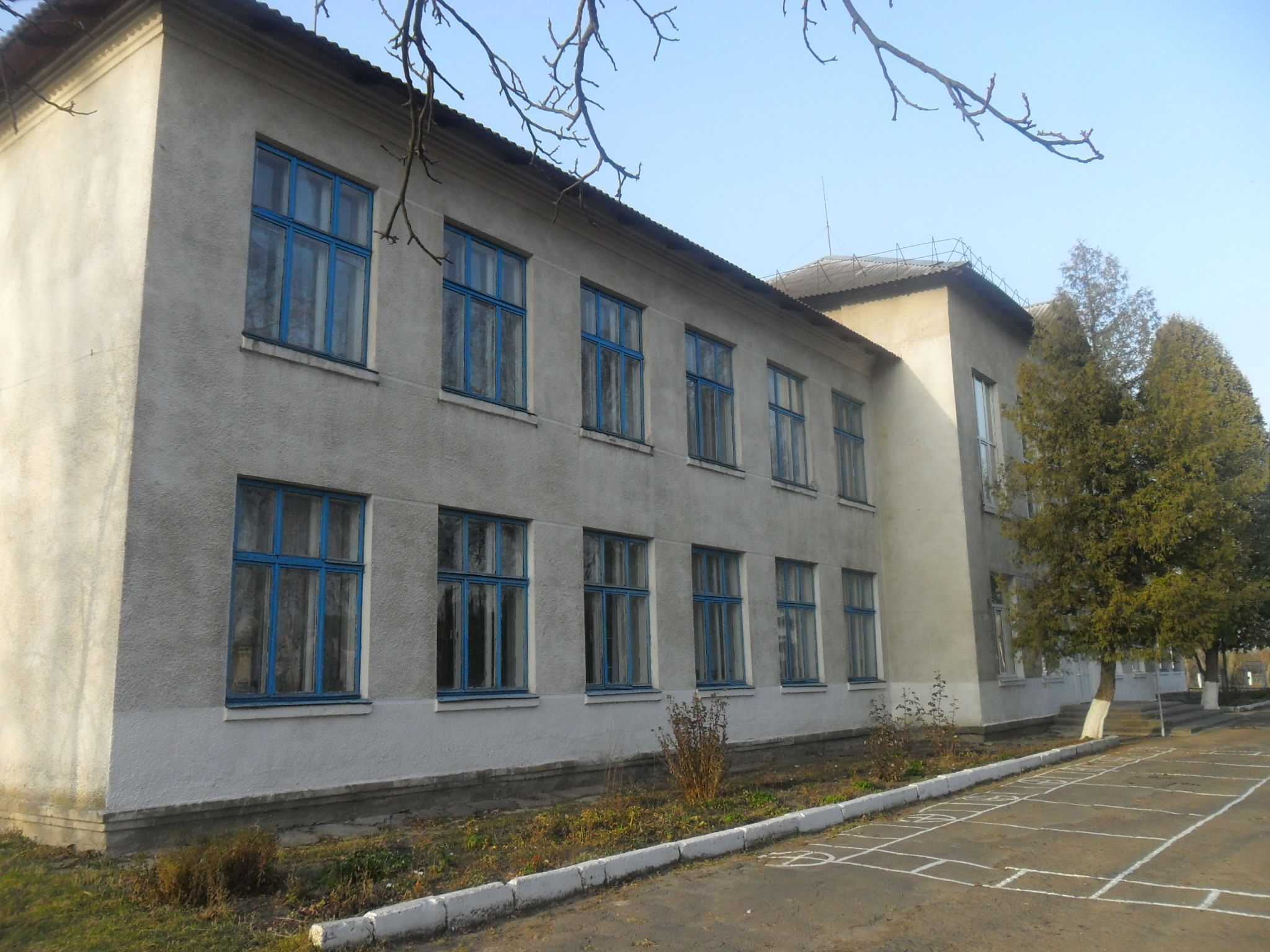
Школа у Доросинях

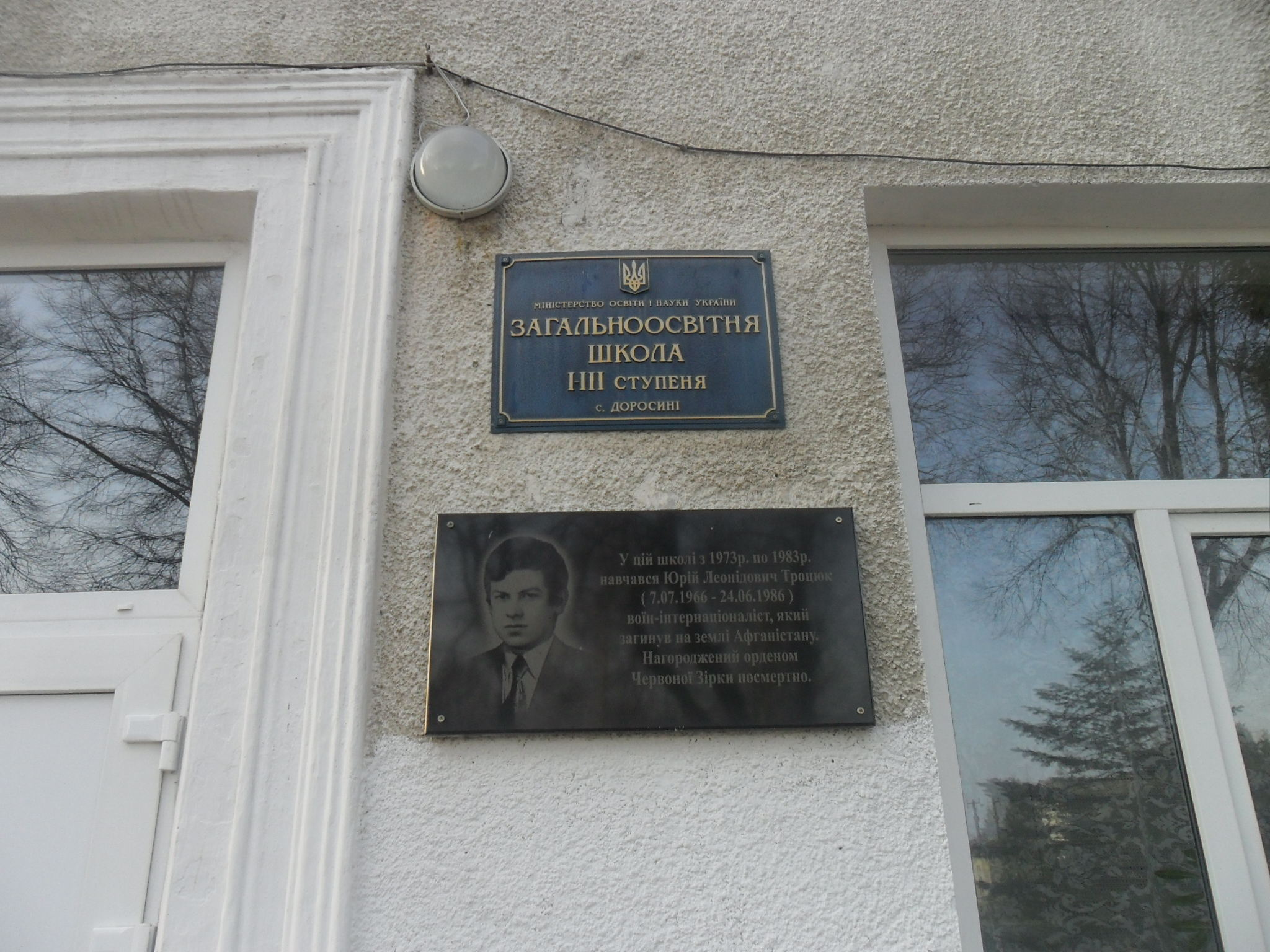

З вересня 1944 року в Доросинях почала працювати початкова школа. В 1951 році — середня школа. В 1958 році учні переступили поріг школи–новобудови, у якій навчається нинішнє покоління школярів.

## Релігія
У 1721 році в селі збудовано нову церкву — храм Святого Луки, який діє і понині. У 1888 році на кошти громади відкрито церковно-парафіяльну школу.

## Відомі люди
- Заєць Андрій Михайлович (1988—2015) — солдат Збройних сил України, учасник російсько-української війни.
- Федчук Василь Володимирович — заслужений журналіст України[5], головний редактор, а згодом директор ТВО «Волинське радіо».
- Архієпископ Аліпій — єпископ Українського екзархату Московської патріархії, архієпископ Вінницький і Брацлавський (1964—1975).